# Botár Endre
Botár Endre (Csíkszereda, 1943. május 14. –) Aase-díjas romániai magyar színész.

## Életpályája
Botár Ferenc és Bálint Irén gyermekeként született. Marosvásárhelyen végzett a Szentgyörgyi István Színművészeti Intézetben.
1961–1968 között a nagyváradi Állami Színház tagja volt. 1968-ban Magyarországra költözött. 1968-1969 között, illetve 1983-tól a Nemzeti Színház tagja. 1969–1972 között az Állami Déryné Színházban dolgozott. 1972–1973 között a Miskolci Nemzeti Színház színésze volt. Ezután újra az Állami Déryné Színház, majd amikor 1978-ban az előbbi helyén a megalakult, a Népszínház tagja lett. 1983-tól a Nemzeti Színház, annak átnevezése után 2000-től pedig a Pesti Magyar Színház színésze volt. 2012-től a József Attila Színház művésze.
Művészként sokoldalú, legszívesebben táncoskomikus szerepeket és a klasszikusok hősszerelmes és karakterszerepeit játssza.

## Magánélete
1967-ben házasságot kötött Mogyorossy Évával. Két lányuk született; Ildikó (1972) és Zsuzsanna (1974).

## Színházi szerepei
- Jókai Mór: A kőszívű ember fiai....Márton
- Mikszáth Kálmán: Tavaszi rügyek....Pali
- Verne Gyula: Sándor Mátyás....Báthory István; Péter
- Kertész Erzsébet: Szeptember végén....Petőfi Sándor
- Szigligeti Ede: A cigány....Péter
- Arbuzov: Jó reggelt boldogság....A nőcsábász fia
- Schnitzer: Cigánybáró....Ferkó cigány
- Molnár Ferenc: Doktor úr....Bertalan
- Bródy-Martos: Sybill....Poire
- Deval: A potyautas....Ferboise
- Vörösmarty Mihály: Csongor és Tünde....Duzzog
- Babay József: Három szegény szabólegény....Posztó Márton
- Padisák Mihály: Engedetlen szeretők, avagy Palánta Ferkó és Engedelmes Borbála egybekelésének muzsikás, dalos komédiája: A bámészkodók mulattatására és okulására....Nagybajuszú János agronómus és vőjelölt
- Brecht: Koldusopera....Bicska Maxi; Charles Filch
- Tersánszky Józsi Jenő: Szidike kisasszony....Dani
- Katona József: Bánk bán....Ottó; Simon bán
- Tamási Áron: Búbos vitéz....Búbos Antal
- William Shakespeare: Rómeó és Júlia....Rómeó; Páris; János barát
- Sármándi Pál: Peti három kívánsága....Ceruza
- Hollós Korvin Lajos: Pázmán lovag....Mátyás király
- Marsak: A bűvös erdő....A hoppmester
- William Shakespeare: A vihar....Hajóskapitány
- Graves: Én, Claudius....Vincius
- Kerényi–Balogh: Csíksomlyói passió....Második sátány
- Zilahy Lajos: Fatornyok....Orosz katona
- Moldova György: Titkos záradék....Vámos
- Mușatescu: Titanic keringő....Fényképész
- Békés Pál: A kétbalkezes varázsló....Csikorgó, Csőkorgó; Újságárus; Kuka; Ajtó; Férfi
- Hubay Miklós: Freud, az álomfejtő álma (Különös nyáréjszaka)....Oszkár; Egy férfi
- Bakonyi Károly: Mágnás Miska....Mágnás Miska
- Szörényi–Bródy: István, a király....Solt; Bese
- William Shakespeare: II. Richárd....York szolgája; A kertész szolgája; Őr
- William Shakespeare: IV. Henrik....Peto; Árnyék; Fülöp
- Molière: Scapin furfangjai....Carle
- William Shakespeare: V. Henrik....Pistol zászlós
- Németh László: Galilei....Öreg szolga
- Illyés Gyula: Kegyenc....Cautinus
- Csepreghy Ferenc: A piros bugyelláris....Öreg béres; Jóska kocsis
- Galgóczi Erzsébet: Vidravas....Ferkó bá'
- Szophoklész: Tragédia magyar nyelven Szophoklész Antigoné-jából....
- Márai Sándor: A kassai polgárok....2. fejszés
- Beaumarchais: Figaro házassága avagy Egy őrült nap....Dupla-Marék
- Zilahy Lajos: Hazajáró lélek....János
- Ibsen: Peer Gynt....
- Csehov: Cseresznyéskert....Egy vándorlegény
- Carlo Goldoni: Csetepaté Chioggiában....Vicenzo
- Mikszáth Kálmán: A Noszty fiú esete Tóth Marival....Rupi Jóska
- William Shakespeare: Macbeth....Caithness; Második gyilkos
- Petőfi Sándor: János vitéz....Strázsamester
- Giraudoux: Chaillot bolondja....Énekes
- William Shakespeare: Hamlet, dán királyfi....Második sírásó
- Sütő András: Az ugató madár....Prímás
- Madách Imre: Az ember tragédiája....Első udvaronc; Harmadik munkás
- Martos Ferenc: Gül baba....Zülfikár
- William Shakespeare: Lear király....Szolga
- Shaw: My fair lady....Harry
- Móricz Zsigmond: Úri muri....Ködmön András
- Hubay Miklós: A cethal hátán....Hadnagy
- Wasserman: La Mancha lovagja....Az atya
- Zágon-Somogyi: Fekete Péter....
- Nestroy-Heltai: Lumpáciusz Vagabundusz vagy a három jómadár....Veres úr
- William Shakespeare: Tévedések vígjátéka....Foglár; Börtönőr
- Szentmihályi Szabó Péter: A kiátkozott....Arbuz
- Szigligeti Ede: Liliomfi....Schwartz
- Sütő András: Balkáni gerle....Rupi prímás
- Williams: Az ifjúság édes madara....Fly
- Bizet: Carmen....Kísérő
- Szép Ernő: Patika....Juki
- Székely János: Caligula helytartója....Júdás zsidó politikus
- Csukás István: Utazás a szempillám mögött....Második dísztök
- Rejtő Jenő: A néma revolverek városa....Vuperin
- Szabó-Bereményi: Az ajtó....Riporter
- Nepp-Ternovszky: Macskafogó....Csapos
- Tamási Áron: Ábel....Cigány
- Anouilh: Becket, vagy Isten becsülete....I. angol báró
- Feydeau: Fel is út, le is út....Jean
- Grimm: Hamupipőke....Szakács; Takács; Ács; Kovács
- Schönthan: A Szabin nők elrablása....Raposa Bogdán
- Feydeau: Osztrigás Mici....Virette

## Filmszerepei
- A tenger (1982)
- Napos oldal (1983)
- Három kövér (1983)
- Redl ezredes (1985)
- Évmilliók emlékei (1986) narrátor
- Szomszédok (1987-1999)
- Az angol királynő (1988)
- Családi kör (1990-1994)
- Angyalbőrben (1991)
- Julianus barát (1991)
- Öregberény (1993-1994)
- Ábel az országban (1994)
- A hetedik testvér (1995)
- Tóth János (2018)

## Szinkronszerepei
- 80 nap alatt a Föld körül: Kidobó a mulatóban – George Raft
- A 23-as szám: Kínai étteremtulajdonos – Walter Soo Hoo
- A betolakodó: Arnulfo Castillo – Roberto „Puck” Miranda
- A boldogság nyomában: Kínai munkás – George Cheung
- A család apraja nagyja: Manolo Martín – Pedro Pena
- A csonttörő: Dr. Preard – Steve Shaffer
- A Keselyű három napja: Rendőrhadnagy – Norman Bush
- A nagy balhé: Admirális – Hark-Sun Lau
- A nindzsa színre lép: Pee Wee – Leo Martinez
- A palota ékköve: Choe Pan-sul – I Hi-do
- A sárkány csókja: Tang nagykövet – Vincent Wong
- A sárkány éve:  Fred Hung – Hon Lam Bau
- A sivatag lovagja: Misha – Ronald Lacey
- A szép molnárné: Gardunia – Paolo Stoppa
- A szicíliai kereszt: Pano – Pietro Martellanza
- A szoknyás zsaru: Doktor – Gabriel Jabbour
- A tolmács: Lee Wu rendőrfőnök – Clyde Kusatsu
- A vadmacska új élete: Adán – Miguel Galván
- A vadon bűvöletében: Anders Du Plessis – Deon Stewardson
- Az erőszak pokla: Victor Aristos ezredes – Enrique Lucero
- Az idő szorításában: Sam – Pat Morita
- Az Onedin család: Mr. Dunwoody – John Rapley
- Az ördögök éjszakája: Felügyelő – Tom Felleghy
- Az ügyefogyott: Tagliella, autószerelő – Saro Urzì
- Bajorok a pácban: Tiszteletes – Helmut Gauer
- Beépített szépség: Stan Fields – William Shatner
- Ben Hur: Leprás kolóniát ellátó ember – Edwin Richfield
- Bleach: Ushoda Hachigen – Nagasako Takashi (animesorozat)
- Bolond Pierrot: Törpe – Jimmy Karoubi
- Bosszú és becsület: Juan – José Manuel Martín
- Charlie – Majom a családban: rodolfo Lombardi – Aurelio Malfa
- Conan, a detektív: Agasa Hiroshi professzor – Ogata Kenichi (animesorozat)
- Csontdaráló: Unger – David Patrick Kelly
- Dögkeselyűk: Varázsló – Fats Bookholane
- Ezer pofon ajándékba: Borbély – Aldo Marianecci
- Fiorella: Luciano Morelli – Ricardo Fernández
- Főhivatal: Mike Hoover – Wallace Shawn
- Gandhi: Walker – Martin Sheen
- Grease: Mr. Rudie – Dick Patterson
- Gyilkosok gyilkosa: Terence Wei – Kenneth Tsang
- Három férfi és egy bébi: Biztonsági őr – Edward D. Murphy
- Hosszú jegyesség: Sylvain – Dominique Pinon
- Hősök: Dr. Elias – Hector Elias
- Itália csókja: Enrico – Paolo Lombardi
- Kasszafúrók: Lazzarelli – Irwin Corey
- Kill Bill: Hattori Hanzo – Sonny Chiba
- Kleopátra: Mardian – Nadim Sawalha
- Kötél és arany: Manuel Mendoza – Víctor Israel
- Kundun: Norbu Thundrup, takarító – Jamyang Tenzin
- Lőtávolban: Patch Whitewood nagybácsi – Tracey Walter
- Melinda és Melinda: Sy – Wallace Shawn
- Még zöldebb a szomszéd nője: Sven – James Andelin
- Mr. 3000: Önmaga – Larry King
- Nagy vörös kutya: Mariot gazda – Doris Lussier
- Nemo kapitány: A San Fransisco-i postagőzösi hivatal minisztere – Harper Goff
- Nyomás utána!: Tim, rabtárs – Mal Jones
- Önkéntesek: At Toon – Gedde Watanabe
- Őrült küldetés: Hua – Tat-wah Cho
- Párbaj: Benzinkutas – Tim Herbert
- Párducbébi: Aloysius Gogarty – Barry Fitzgerald
- Piszkos alku: Marcellino – Mordecai Lawner
- Pofa be!: Martineau – Ticky Holgado
- Pofonláda: Julio Escobar – Cheech Marin
- Ritz fürdőház: Elégedetlen vendég – Freddie Earlle
- Salamon király kincse: Kassam – Shaike Ophir
- Spancserek: Mr. Chu – Ping Wu
- Spartacus: Dionysius – Nick Dennis
- Szellemirtók: Rendőr a bejáratnál – Ric Mancini
- Szökevényvonat: Cassidy – Don McLaughlin
- Szörny Rt.: Penész – Frank Oz
- Topáz: Pablo Mendoza – Lewis Charles
- Törvényszéki héják: Taxis – Paul Jabara
- Ütközetben eltűnt: Vinh – Ernie Ortega
- Váratlan: Iz Kaplan, benzinkutas – Charles Wagenheim
- Végképp eltörölni: Kurtalábú Tony – Joe Viterelli
- Vissza a jövőbe 3: Hubert polgármester – Hugh Gillin
- Volt egyszer egy gazember: Dudley Whinner – Hume Cronyn
- Yago: Adolfo Chávez – José Palomino
- Ég és föld között: Zöldséges – Peter Fonfield

## Díjai
- Szigligeti-díj (1989)
- A Magyar Köztársasági Érdemrend kiskeresztje (1993)
- A Sík Ferenc Alapítvány különdíja (2007)
- Aase-díj (2015)[2]
- Józsa Imre-díj (2017)[3]
- Művészeti Életpálya Elismerés (Emberi Erőforrások Minisztériuma, 2022)[4]
- József Attila-gyűrű (2023)[5]